# Agnes Naa Momo Lartey

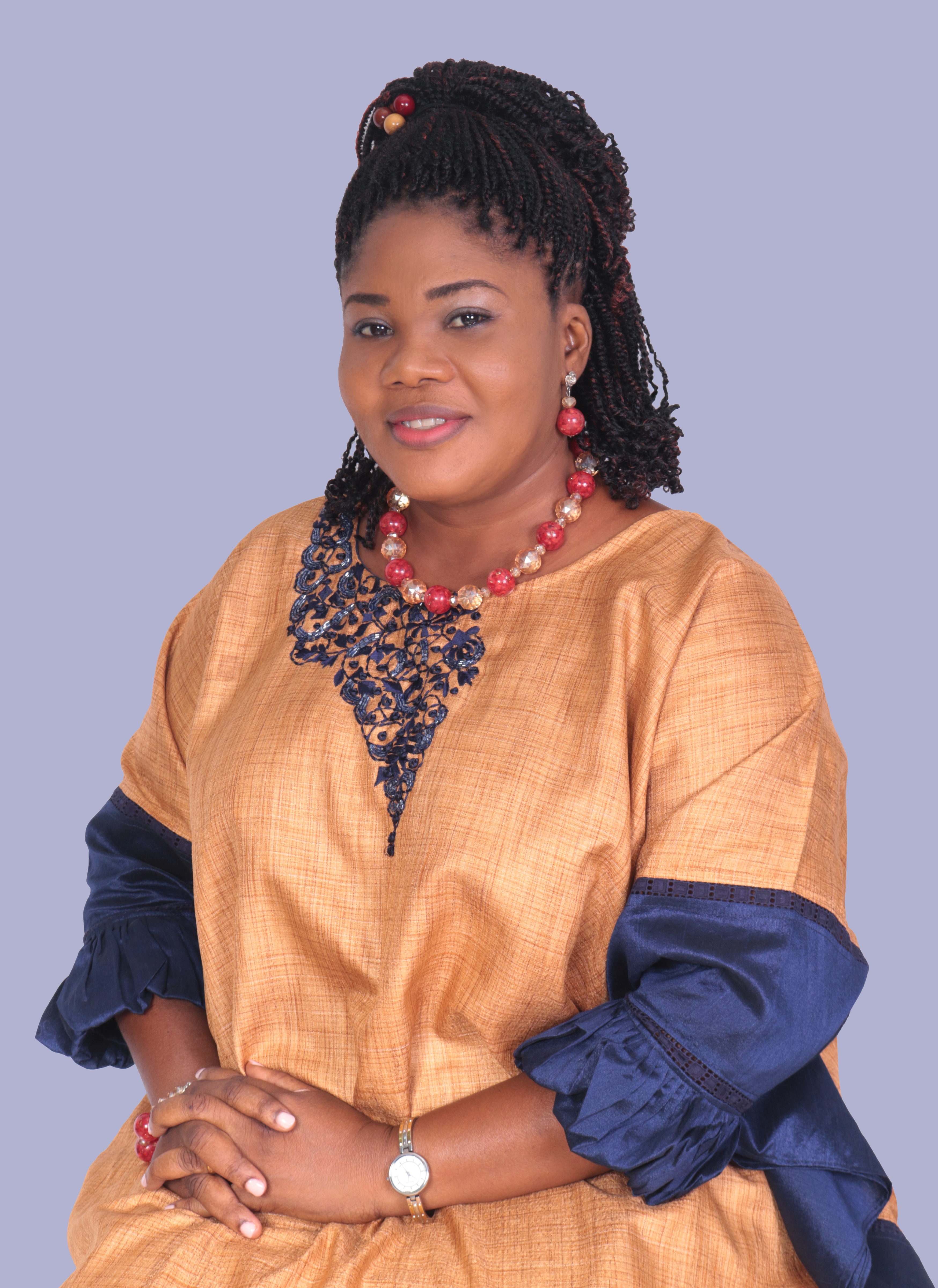
Agnes Naa Momo Lartey

Agnes Naa Momo Lartey é uma política do Gana. Ela concorreu nas Eleições Gerais no Gana em 2020 e ganhou a cadeira parlamentar pelo círculo eleitoral de Krowor.

## Política
Naa Momo começou a sua carreira política em 2000; desde então, ela serviu como deputada e membro presidente da Assembleia Municipal de Krowor.
Em dezembro de 2016, ela competiu nas Eleições Gerais no Gana de 2016 sob a lista do partido Congresso Nacional Democrático mas perdeu para Elizabeth Afoley Quaye do Novo Partido Patriótico. Ela contestou novamente nas Eleições Gerais no Gana em 2020 sob a lista do Congresso Nacional Democrata e venceu. Ela obteve 41.850 votos, o que representa 55,80% do total de votos expressos. Ela foi eleita derrotando a incumbente Elizabeth Afoley Quaye do Novo Partido Patriótico e Hannah Bortey do Movimento Sindical do Gana. Esses dois partidos obtiveram 32.604 e 545 votos, respectivamente, do total de votos válidos expressos. Representando 43,47% e 0,73%, respectivamente, do total de votos válidos expressos.
 